# Torneo Extra de Clubes 1977
El Torneo Extra de Clubes de 1977 fue un campeonato organizado por la Unión Argentina de Rugby que reunió a los clubes de la División Superior de Buenos Aires y a clubes provenientes de las uniones provinciales argentinas, denominadas uniones del interior. Se llevó a cabo entre el 12 de junio y el 10 de julio de 1977.
El torneo se creó con el objetivo de mantener activos a los clubes ante el receso producido por la Gira de Francia a la Argentina de 1977. La inclusión de equipos provenientes de las uniones regionales tuvo como objetivo la difusión del deporte a lo largo del país, algo que la UAR ya había estado haciendo a través del establecido Campeonato Argentino de Rugby y el Campeonato Argentino de Clubes de 1973.
Tanto el Campeonato Argentino de Clubes (el cual trató de organizar su segunda edición sin éxito entre 1975 y 1976) como el Torneo Extra de Clubes son precursores del actual Torneo Nacional de Clubes. El Torneo Extra continuaría por dos temporadas más, pero ya no incluiría a clubes provenientes de las uniones provinciales.
Los Tarcos Rugby Club de Tucumán se quedó con el campeonato, uno de los mayores logros en su historia, al vencer 22-12 en la final al Belgrano Athletic Club de la División Superior de la UAR. Los puntos del equipo tucumano fueron marcados por Gustavo Durán (2 tries) y Luis Gamboa (4 penales y 1 conversión).

## Equipos participantes
Participaron del torneo los veinticuatro equipos de la División Superior de Buenos Aires y representantes de las quince uniones provinciales afiliadas a la Unión Argentina de Rugby.

### División Superior de la UAR
Los 24 clubes que participaron en la División Superior de 1977 fueron divididos en seis grupos de cuatro equipos cada uno. Cada grupo se disputó con el sistema de todos contra todos con los ganadores de cada zona clasificando a los cuartos de final de la Zona A, mientras que los segundos clasificaron a los cuartos de final de Zona B. 
| - A. D. Francesa - Alumni - Banco Nación - Belgrano Athletic Club - Buenos Aires CRC - CASI | - Champagnat - CUBA - Curupaytí - Hindú - La Plata - Liceo Militar | - Liceo Naval - Newman - Old Georgian Club - Olivos Rugby Club - Pucará - Pueyrredón | - Regatas de Bella Vista - San Fernando - San Isidro Club - San Cirano - San Martín - San Luis |

### Uniones provinciales
Las quince uniones provinciales afiliadas a la Unión Argentina de Rugby fueron divididas en cuatro zonas geográficas y cada una fue representada por un club (elegido al criterio de las uniones). Cada zona se resolvió a eliminación directa y los ganadores de cada zona se enfrentaron en dos finales.
| Zona Norte - Unión Cordobesa de Rugby - Unión de Rugby de Salta - Unión de Rugby de Tucumán - Unión Jujeña de Rugby | Zona Sur - Unión de Rugby Austral - Unión de Rugby de Mar del Plata - Unión de Rugby del Sur - Unión de Rugby del Valle de Chubut - Unión Tandilense de Rugby |

| Zona Litoral - Unión de Rugby de Rosario - Unión de Rugby del Nordeste - Unión Santafesina de Rugby | Zona Cuyo - Unión de Rugby de Cuyo - Unión de Rugby del Alto Valle de Río Negro y Neuquén - Unión Sanjuanina de Rugby |

## Primera fase

### División Superior
Los partidos correspondientes a estas zonas se jugaron el 12, 19 y 26 de junio.
| Pos. | Equipos       |
| ---- | ------------- |
| 1.°  | Newman        |
| 2.°  | CASI          |
| 3.°  | Liceo Militar |
| 4.°  | Regatas (BV)  |

| Pos. | Equipos      |
| ---- | ------------ |
| 1.°  | Liceo Naval  |
| 2.°  | Pueyrredón   |
| 3.°  | Banco Nación |
| 4.°  | Curupaytí    |

| Pos. | Equipos       |
| ---- | ------------- |
| 1.°  | Belgrano A.C. |
| 2.°  | Champagnat    |
| 3.°  | San Martín    |
| 4.°  | La Plata      |

| Pos. | Equipos         |
| ---- | --------------- |
| 1.°  | San Isidro Club |
| 2.°  | San Cirano      |
| 3.°  | Pucará          |
| 4.°  | San Fernando    |

| Pos. | Equipos           |
| ---- | ----------------- |
| 1.°  | Hindú             |
| 2.°  | CUBA              |
| 3.°  | Olivos Rugby Club |
| 4.°  | Old Georgian      |

| Pos. | Equipos        |
| ---- | -------------- |
| 1.°  | Alumni         |
| 2.°  | A. D. Francesa |
| 3.°  | Buenos Aires   |
| 4.°  | San Luis       |

|  | Clasifica a cuartos de final Zona A |
|  | Clasifica a cuartos de final Zona B |

### Clubes del interior
Los ganadores de las zonas del interior fueron los siguientes:
| Zona    | Equipo                             | Unión                     |
| ------- | ---------------------------------- | ------------------------- |
| Cuyo    | Los Tordos Rugby Club              | Unión de Rugby de Cuyo    |
| Sur     | Club Universitario de Bahía Blanca | Unión de Rugby del Sur    |
| Litoral | Atlético del Rosario               | Unión de Rugby de Rosario |
| Norte   | Los Tarcos Rugby Club              | Unión de Rugby de Tucumán |

Los ganadores de las cuatro zonas se enfrentaron entre sí, con los dos ganadores clasificando a los cuartos de final de la Zona A y los dos perdedores a los cuartos de final de la Zona B.
|  | Los Tordos | 25 - 16 | Universitario (BB) |  |  |

|  | Los Tarcos | 18 - 7 | Atlético del Rosario |  |  |

## Fase final

### Zona A
|  | Cuartos de final | Cuartos de final | Cuartos de final |            |               | Semifinales   | Semifinales | Semifinales |  |               | Final         | Final       | Final       |  |
|  | 3 de julio       | 3 de julio       | 3 de julio       |            |               | 9 de julio    | 9 de julio  | 9 de julio  |  |               | 10 de julio   | 10 de julio | 10 de julio |  |
|  |                  |                  |                  |            |               |               |             |             |  |               |               |             |             |  |
|  |                  |                  |                  |            |               |               |             |             |  |               |               |             |             |  |
|  | 2                | Belgrano A.C.    | 24               |            |               |               |             |             |  |               |               |             |             |  |
|  | 2                | Belgrano A.C.    | 24               |            |               |               |             |             |  |               |               |             |             |  |
|  | 1                | Newman           | 21               |            |               |               |             |             |  |               |               |             |             |  |
|  | 1                | Newman           | 21               |            | Belgrano A.C. | Belgrano A.C. | 18          |             |  |               |               |             |             |  |
|  |                  |                  |                  |            | Belgrano A.C. | Belgrano A.C. | 18          |             |  |               |               |             |             |  |
|  |                  |                  | Hindú            | Hindú      | 8             |               |             |             |  |               |               |             |             |  |
|  | 3                | Hindú            | Hindú            | Hindú      | 8             | 29            |             |             |  |               |               |             |             |  |
|  | 3                | Hindú            |                  |            |               |               |             |             |  |               |               |             |             |  |
|  | Cuyo             | Los Tordos       | 9                |            |               |               |             |             |  |               |               |             |             |  |
|  | Cuyo             | Los Tordos       | 9                |            |               |               |             |             |  | Belgrano A.C. | Belgrano A.C. | 12          |             |  |
|  |                  |                  |                  |            |               |               |             |             |  | Belgrano A.C. | Belgrano A.C. | 12          |             |  |
|  |                  |                  | Los Tarcos       | Los Tarcos | 22            |               |             |             |  |               |               |             |             |  |
|  | 4                | Liceo Naval      | Los Tarcos       | Los Tarcos | 22            | 15            |             |             |  |               |               |             |             |  |
|  | 4                | Liceo Naval      |                  |            |               |               |             |             |  |               |               |             |             |  |
|  | 5                | San Isidro Club  | 10               |            |               |               |             |             |  |               |               |             |             |  |
|  | 5                | San Isidro Club  | 10               |            | Liceo Naval   | Liceo Naval   | 12          |             |  |               |               |             |             |  |
|  |                  |                  |                  |            | Liceo Naval   | Liceo Naval   | 12          |             |  |               |               |             |             |  |
|  |                  |                  | Los Tarcos       | Los Tarcos | 18            |               |             |             |  |               |               |             |             |  |
|  | Norte            | Los Tarcos       | Los Tarcos       | Los Tarcos | 18            | 29            |             |             |  |               |               |             |             |  |
|  | Norte            | Los Tarcos       |                  |            |               |               |             |             |  |               |               |             |             |  |
|  | 6                | Alumni           | 12               |            |               |               |             |             |  |               |               |             |             |  |
|  | 6                | Alumni           | 12               |            |               |               |             |             |  |               |               |             |             |  |
|  |                  |                  |                  |            |               |               |             |             |  |               |               |             |             |  |

| Bandera de la Provincia de Tucumán |
| Los Tarcos Campeón                 |

### Zona B
|  | Cuartos de final | Cuartos de final   | Cuartos de final |                  |            | Semifinales | Semifinales | Semifinales |  |      | Final       | Final       | Final       |  |
|  | 3 de julio       | 3 de julio         | 3 de julio       |                  |            | 9 de julio  | 9 de julio  | 9 de julio  |  |      | 10 de julio | 10 de julio | 10 de julio |  |
|  |                  |                    |                  |                  |            |             |             |             |  |      |             |             |             |  |
|  |                  |                    |                  |                  |            |             |             |             |  |      |             |             |             |  |
|  | 2                | Champagnat         | 19               |                  |            |             |             |             |  |      |             |             |             |  |
|  | 2                | Champagnat         | 19               |                  |            |             |             |             |  |      |             |             |             |  |
|  | 1                | CASI               | 12               |                  |            |             |             |             |  |      |             |             |             |  |
|  | 1                | CASI               | 12               |                  | Champagnat | Champagnat  | 10          |             |  |      |             |             |             |  |
|  |                  |                    |                  |                  | Champagnat | Champagnat  | 10          |             |  |      |             |             |             |  |
|  |                  |                    | CUBA             | CUBA             | 15         |             |             |             |  |      |             |             |             |  |
|  | 3                | CUBA               | CUBA             | CUBA             | 15         | 85          |             |             |  |      |             |             |             |  |
|  | 3                | CUBA               |                  |                  |            |             |             |             |  |      |             |             |             |  |
|  | Sur              | Universitario (BB) | 7                |                  |            |             |             |             |  |      |             |             |             |  |
|  | Sur              | Universitario (BB) | 7                |                  |            |             |             |             |  | CUBA | CUBA        | 14          |             |  |
|  |                  |                    |                  |                  |            |             |             |             |  | CUBA | CUBA        | 14          |             |  |
|  |                  |                    | San Cirano       | San Cirano       | 19         |             |             |             |  |      |             |             |             |  |
|  | 5                | San Cirano         | San Cirano       | San Cirano       | 19         | G.P.        |             |             |  |      |             |             |             |  |
|  | 5                | San Cirano         |                  |                  |            |             |             |             |  |      |             |             |             |  |
|  | 4                | Pueyrredón         | P.P.             |                  |            |             |             |             |  |      |             |             |             |  |
|  | 4                | Pueyrredón         | P.P.             |                  | San Cirano | San Cirano  | 25          |             |  |      |             |             |             |  |
|  |                  |                    |                  |                  | San Cirano | San Cirano  | 25          |             |  |      |             |             |             |  |
|  |                  |                    | Atl. del Rosario | Atl. del Rosario | 10         |             |             |             |  |      |             |             |             |  |
|  | Litoral          | Atl. del Rosario   | Atl. del Rosario | Atl. del Rosario | 10         | 20          |             |             |  |      |             |             |             |  |
|  | Litoral          | Atl. del Rosario   |                  |                  |            |             |             |             |  |      |             |             |             |  |
|  | 6                | A. D. Francesa     | 15               |                  |            |             |             |             |  |      |             |             |             |  |
|  | 6                | A. D. Francesa     | 15               |                  |            |             |             |             |  |      |             |             |             |  |
|  |                  |                    |                  |                  |            |             |             |             |  |      |             |             |             |  |

| Bandera de la Provincia de Buenos Aires |
| San Cirano Campeón Zona B               |